# Fernando Aiuti
Fernando Aiuti (Urbino, 8 de junio de 1935 - Roma, 9 de enero de 2019) fue un inmunólogo, político y académico italiano, fundador de Anlaids (Associazione Nazionale per la lotta contro l'Aids) o la asociación nacional de lucha contra el Sida de Italia donde también fue presidente de honor.

## Biografía
Se licenció en Medicina y cirugía en 1961 en la Universidad La Sapienza de Roma.
El 2 de diciembre de 1991, en respuesta al artículo de un diario que mantenía la teoría, que hoy conocemos como falsa, de que el VIH se pudiera transmitir con un beso, decidió, de mutuo acuerdo, besar a la propia paciente de 25 años, Rosaria Lardino, durante un congreso en Cagliari (Cerdeña). Un reportero fotografió la escena, y la imagen dio la vuelta al mundo.
Fue elegido en el 2008 como líder de lista del PDL de Campidoglio para el ayuntamiento de Roma, sería reelegido para encabezar la lista en 2013, junto a Gianni Alemanno, pero esta vez no consiguió suficientes votos para entrar en el ayuntamiento.
Como presidente de la Comisión de Política Sanitaria del Ayuntamiento de Roma (2008-2013), se pronunció contra el cierre del Hospital San Giacomo degli Incurabili.
Habiendo sido docente universitario de la Universidad La Sapienza de Roma, tras su jubilación, fue nombrado profesor emérito por su universidad en 2010.
Aiuti falleció el 9 de enero de 2019 tras precipitarse desde un cuarto piso por el hueco de las escaleras del hospital Policlinico Gemelli de Roma, en el cual había sido ingresado días antes por una cardiopatia isquémica, que había sufrido durante años y que le había obligado a hospitalizarse en otras ocasiones. A las pocas horas de los acontecimientos, se anunció que la causa de la muerte podía haber sido un suicidio.

## Acontecimientos judiciales
En el 2007, mientras dirigía uno de los centros implicados en la experimentación  de la denominada vacuna italiana contra el Sida, denunció irregularidades en las investigaciones. La responsable, Barbara Ensoli, apoyada legalmente por la ISS, demandó a Aiuti, pidiendo también una indemnización de 2,5 millones de euros. Finalmente en 2012, Aiuti ganó el caso.